# Opoul-Périllos
Opoul-Périllos (in catalano Òpol i Perellós) è un comune francese di 879 abitanti situato nel dipartimento dei Pirenei Orientali nella regione dell'Occitania.

## Società

### Evoluzione demografica
Abitanti censiti